# Józef Dreyza
Józef Dreyza (5. července 1863 Kłecko – 6. května 1951 Siemianowice Śląskie) byl polský sociální a národní aktivista v Horním Slezsku, slezský povstalec, pořadatel Gymnastické asociace Sokół.
V roce 1906 se přestěhoval z Velkopolska do Horního Slezska. Pracoval jako ředitel Lidové banky v Siemianowicích. Z jeho iniciativy v roce 1918 byla zřízena Občanská garda pro Horní Slezsko (Straż Obywatelska dla Górnego Śląska). Byl spoluorganizátorem Polské vojenské organizace Horního Slezska. Zúčastnil se slezských povstání a plebistitové kampaně v roce 1921. V letech 1923-1932 plnil funkci předsedy „Sokóła“ ve slezské oblasti.
Je pochován ve městě Siemianowice Śląskie, kde je po něm pojmenována jedna ulice.